# Rune Bratseth
Rune Bratseth (Trondheim, 19 de março de 1961) é um ex-futebolista profissional e treinador norueguês, que atuava como líbero.

## Carreira
Iniciou a carreira em 1983, no Rosenborg, transferindo-se em 1986 para o Werder Bremen, da Alemanha Ocidental, clube onde ficaria até encerrar a carreira, oito temporadas depois. Conquistou dois títulos na Bundesliga, um em sua segunda temporada e outro na que seria a sua penúltima (1992/93), além de uma Recopa Européia em 1992, título mais importante do clube.
Bratseth teve de encerrar a carreira ao final da temporada 1993/94 devido a problemas no joelho, despedindo-se após a Copa do Mundo dos Estados Unidos. Foi o capitão da equipe na primeira Copa da Seleção Norueguesa desde a de 1938. Após encerrar a carreira, passou a integrar a comissão técnica do Rosenborg, que passou a dominar o campeonato norueguês.
O ex-líbero foi escolhido o melhor jogador da Noruega dos 50 anos da UEFA, nos Prêmios do Jubileu da entidade.

## Ligações Externas
artigo da UEFA sobre o premiado norueguês nos Prêmios do Jubileu